# Provincia di Barranca
La provincia di Barranca è una provincia del Perù, situata nella regione di Lima.

## Geografia antropica

### Suddivisioni amministrative
È divisa in 5 distretti  (comuni)
- Barranca
- Paramonga
- Pativilca
- Supe
- Supe Puerto